# Gustav Mahler
Gustav Mahler (ur. 7 lipca 1860 w Kalište koło Humpolca w Cesarstwie Austriackim, obecnie Czechy, zm. 18 maja 1911 w Wiedniu w Monarchii Austro-Węgierskiej, obecnie Austria) – austriacki kompozytor i dyrygent.
Przez większość krytyków uważany za jednego z najwybitniejszych symfoników w historii muzyki. Za życia ceniony był przede wszystkim jako dyrygent (zwłaszcza w repertuarze beethovenowskim i wagnerowskim), a jego własne kompozycje nigdy nie zostały do końca zaakceptowane przez wiedeńskie środowisko muzyczne. Stopniowo jednak jego utwory utorowały sobie drogę do sal koncertowych całego świata. Wzrost zainteresowania twórczością kompozytora przypada na II połowę XX wieku. Trzon jego twórczości stanowią symfonie (łącznie 11) i pieśni.
Mahler wywarł też wpływ na muzykę jazzową. Wielu muzyków tego nurtu mających wykształcenie klasyczne sięga po symfonie Mahlera (np. Uri Caine).

## Życiorys

### 1860–1875: Dzieciństwo
Gustav Mahler urodził się 7 lipca 1860 roku we wsi Kalište na Wysoczynie w niemieckojęzycznej żydowskiej rodzinie. Jego rodzina pochodziła ze wschodnich Czech i nie była zbyt bogata. Babka kompozytora zajmowała się handlem ulicznym. Gustav był drugim z dwanaściorga dzieci Bernharda i Marii Mahlerów. Pierwszy syn – Isidor – zmarł w niemowlęctwie, tak jak sześcioro innych dzieci w tej rodzinie. Ojciec, Bernhard Mahler był drobnym kupcem, także woźnicą, a później karczmarzem. W grudniu 1860 roku rodzina przeniosła się do Igławy, która była podówczas ważnym ośrodkiem kulturalnym czeskiej prowincji. Funkcjonowały w nim m.in. opera, orkiestra symfoniczna i Towarzystwo Muzyczne. To tam Mahler spędził dzieciństwo oraz poznał muzykę wojskową i ludową, co znajdzie wyraziste odbicie w jego twórczości.
W wieku 4 lat mały Gustav zainteresował się fortepianem swoich dziadków i od razu zaczął na nim grać. Rodzice zauważyli talent muzyczny dziecka i w 1866 roku zapisali go na pierwsze lekcje gry na fortepianie. 13 października 1870 pierwszy raz jako pianista wystąpił na koncercie w teatrze miejskim. W tym samym roku wstąpił do gimnazjum w Igławie.
Gustav uwielbiał tworzyć muzykę, lecz szkolne postępy w gimnazjum były niewystarczające dla rodziny; oceniany był jako roztargniony i nierzetelny w nauce. W 1871 roku, w nadziei poprawy wyników chłopca, jego ojciec wysłał go do gimnazjum w Pradze. Przez kilka miesięcy przebywał tamże na stancji. Nie był jednak zadowolony z tego pobytu i wkrótce wrócił do Igławy.
13 kwietnia 1875 r. poniósł dużą stratę osobistą, gdyż jego młodszy brat Ernst (urodzony 18 marca 1862 r.) zmarł po długiej chorobie. Mahler starał się wyrazić swoje odczucia w muzyce i z pomocą przyjaciela Josefa Steinera rozpoczął pracę nad operą Herzog Ernst von Schwaben na pamiątkę po swym zmarłym bracie. Nie przetrwała ani muzyka, ani libretto z tego dzieła.
W 1875 zapisał się do wiedeńskiego konserwatorium. Jednocześnie komponował pierwsze młodzieńcze utwory m.in. Sonatę skrzypcową, Kwartet fortepianowy i Preludium symfoniczne. Tworzy również projekty: Symfonii nordyckiej i oper – Die Argonauten oraz Das klagende Lied, z których tylko ten ostatni został doprowadzony do końca.

### 1876–1896: Młodość – rozwijanie kariery dyrygenckiej i pierwsze dojrzałe kompozycje
W wieku 18 lat Mahler zdał maturę w gimnazjum w Igławie na Morawach. W wiedeńskim Konserwatorium kończył klasy fortepianu i kompozycji. Następnie zapisał się na uniwersytet wiedeński, gdzie uczęszczał na wykłady Antona Brucknera dotyczące harmonii. Sporządził również wyciąg fortepianowy na cztery ręce III Symfonii Brucknera oraz rozpoczął komponować kantatę Das klagende Lied, która pierwotnie miała być operą. W 1879 rozpoczął pracę nad operą baśniową Rübezahl. W 1880 roku skończył komponować „Piosenkę żałobną” (Das klagende Lied), która została jeszcze kilkakrotnie zrewidowana w latach późniejszych. Przedstawił dzieło do Nagrody Beethovenowskiej w Wiedniu, lecz jury (w skład którego wchodzili m.in. Johannes Brahms i Hans Richter) odrzuciło je.
W tym samym roku Mahler rozpoczął pracę jako dyrygent. Angażował się na sezon letni do prowadzenia koncertów w Bad Hall w Górnej Austrii. W latach następnych pracował jako: kapelmistrz teatru w Laibach (obecnie Lublana w Słowenii); 1881, kapelmistrz teatru operowego w Ołomuńcu na Morawach (1883), drugi dyrygent Opery w Pradze (1885) i Opery w Lipsku (1886), dyrektor Królewskiej Opery Węgierskiej w Budapeszcie (1888), pierwszy dyrygent Teatru Miejskiego w Hamburgu (1891), dyrygent Filharmonii Hamburskiej (1894). Od 1896 starał się o stanowisko kapelmistrza w Operze Wiedeńskiej. W tym celu spotykał się z Johannesem Brahmsem w Bad Ischl prosząc go o wsparcie.
W 1887 r. prowadził wykonanie Walkirii Richarda Wagnera w Operze Lipskiej (w miejsce chorego Nikischa) oraz opracowywał i przygotowywał do wystawienia pozostawioną w szkicach operę C.M. Webera – Die drei Pintos. Jej premiera, która miała miejsce w roku następnym, była ogromnym sukcesem. W 1892 prowadził w Operze Hamburskiej niemiecką premierę Eugeniusza Oniegina Czajkowskiego, zaś w londyńskiej Operze Covent Garden dyrygował wykonaniami Fidelia Beethovena, oraz Tristana i Izoldy i Pierścienia Nibelunga Wagnera. Spektakle te spotykały się z entuzjastycznym przyjęciem.
W tym okresie Mahler stawał się coraz bardziej znaczącym dyrygentem, zyskując poklask krytyków i publiczności. Był sumienny i pracowity, ale jednocześnie apodyktyczny w pracy z muzykami.
Był to także czas powstawania jego pierwszych dojrzałych kompozycji. Wspomnianej już kantaty Das klagende Lied, cyklu pieśni z fortepianem Lieder und Gesänge i cyklu Lieder eines fahrenden Gesellen (wersja z fortepianem), I Symfonii, która w pierwszej redakcji została ukończona w 1888 r., jak również II i III Symfonii, które zostały ukończone odpowiednio w latach 1894 i 1896. Jednak, z wyjątkiem II Symfonii, nie zyskały one większego uznania. Wcześniejsze projekty oper i Symfonii Nordyckiej zostały zarzucone.
Rok 1889 roku był ciężki dla kompozytora. Najpierw w lutym umierał jego ojciec, natomiast kilka miesięcy później starsza siostra i matka. Spadł na niego obowiązek opiekowania się pozostałym rodzeństwem. W maju następnego roku odbył z siostrą Justyną podróż do Włoch. W 1893 odkryła ona miejscowość letniskową Steinbach nad jeziorem Attersee, która stała się dla Mahlera miejscem intensywnej pracy kompozytorskiej w wakacje, aż do 1896 r.

### 1897–1907: Okres kierowania operą wiedeńską
23 lutego 1897 roku Mahler przyjął chrzest w Kościele katolickim w Hamburgu, choć do końca życia określał się jako agnostyk. Dzięki przejściu na katolicyzm odparł ataki personalne i został pierwszym dyrektorem opery wiedeńskiej (Wiener Hofoper) pochodzenia żydowskiego. Obejmując to najbardziej prestiżowe stanowisko w muzycznym środowisku monarchii austro-węgierskiej, Mahler wszedł w szczytowy okres swojej dyrygentury. W lutym 1900 prowadził w Wiedniu IX Symfonię Beethovena z własnymi poprawkami, zaś w czerwcu pojechał z Wiedeńskimi Filharmonikami do Paryża poprowadzić koncerty z okazji wystawy światowej. Do 1907 r. dyrygował m.in. w Wiedniu, Berlinie, Lwowie, Amsterdamie, Hadze, Weimarze, Frankfurcie nad Menem, Hamburgu, Trieście, Rzymie, Wrocławiu, Warszawie i Petersburgu. W 1905 prowadził koncert symfoniczny podczas Alzackiego Festiwalu Muzycznego w Strasburgu. W programie znalazły się: jego V Symfonia, Rapsodia Johannesa Brahmsa, Sinfonia domestica Richarda Straussa i Koncert skrzypcowy Wolfganga Amadeusa Mozarta. Mahler oficjalnie podał się do dymisji w maju 1907 r., po ostrym konflikcie z kierownictwem i muzykami Opery oraz kampanii prasowej skierowanej przeciwko niemu.
Dekada pracy Mahlera w Operze wiedeńskiej zaowocowała cyklem pieśni do tekstów z Des knaben Wunderhorn (dzieło zostało domknięte w 1899), Pięcioma pieśniami do słów Rückerta (1902), Kindertotenlieder (1904). Symfoniami: IV (1900), V (1902), VI (1904) i VII (1905). Podczas pracy w Operze wiedeńskiej w latach 1897–1908 przygotował aż 32 premiery. Poza tym w lipcu 1906 rozpoczął pracę nad swoją najbardziej monumentalną kompozycją – VIII Symfonią (w 1907 dzieło było gotowe).
Jeśli chodzi o życie osobiste, w 1899 kupił ziemię pod budowę domu letniego w Maiernigg nad jeziorem Wörther i już rok później spędził tam pierwsze wakacje. W marcu 1901 ciężko chorował, co skończyło się dla niego operacją i pobytem w sanatorium. 9 marca 1902 w Wiedniu ożenił się z młodszą o 19 lat Almą Schindler; w tym samym roku urodziła się ich pierwsza córka – Maria Anna (1902–1907), zaś druga – Anna Justyna (1904–1988) w 1904 r.
Rok 1907 był dla niego wyjątkowo ciężki. Poza wspomnianą dymisją ze stanowiska dyrektora Opery wiedeńskiej, 5 lipca przygniotła go śmierć jego starszej córka, natomiast później lekarze diagnozowali u niego ciężką chorobę serca zakazując mu jego ulubionych wycieczek górskich, jazdy na rowerze i pływania. W trakcie pobytu w Helsinkach poznał Jeana Sibeliusa. W listopadzie przyjął zaproszenie ze Stanów Zjednoczonych do pracy w nowojorskiej Metropolitan Opera. Mahler razem z żoną i córką opuścili Wiedeń 9 grudnia, zaś 21 dotarli do Nowego Jorku.

### 1908–1911: Ostatnie lata
W trakcie niespełna czterech ostatnich lat życia kompozytor często podróżował między Europą a Ameryką Północną. W latach 1907–1909 dyrygował w Metropolitan Opera, później objął kierownictwo muzyczne w Filharmonii Nowojorskiej (1909–1911). Poza intensywną pracą dyrygencką (w trakcie czwartego wyjazdu do Ameryki, który miał miejsce w październiku 1910, prowadził 48 koncertów) nadal komponował. W 1908 ukończył Pieśń o Ziemi, a w następnym IX Symfonię. Prawdopodobnie jeszcze przed jej ukończeniem rozpoczął pracę nad X Symfonią, której jednak nie zdążył już w pełni zinstrumentować.
Narastały kłopoty małżeńskie z Almą, która wdała się w romans. Skłoniło to Mahlera do szukania pomocy u Sigmunda Freuda.
Korzystając z pobytu w Ameryce, Mahler prowadził tam prawykonania własnych dzieł. W czerwcu 1910 podpisał kontrakt z Universal Edition na wydanie swoich utworów, natomiast 12 września, po kilkumiesięcznych przygotowaniach, ostatni raz w życiu poprowadził premierę utworu swojego autorstwa – VIII Symfonii. Kompozycja odniosła niebywały sukces, największy w życiu Mahlera. 18 stycznia 1911 ostatni raz dyrygował własnym dziełem – IV Symfonią, zaś ostatni jego koncert odbył się 21 lutego. Stan zdrowia kompozytora zaczął się coraz bardziej pogarszać. Lekarze amerykańscy nie byli w stanie mu pomóc. W kwietniu wrócił razem z Almą do Europy. Starania lekarzy w Paryżu i Wiedniu nie przyniosły rezultatów. 18 maja 1911 po godzinie jedenastej umarł w wiedeńskiej klinice w wieku 50 lat.
Gustav Mahler został pochowany – zgodnie z życzeniem – obok córki Marii Anny na cmentarzu w Grinzing.

## Lista kompozycji (również nieukończonych i projektów)

### Symfonie
- Symfonia nordycka (niem. Symphonie „Nordische”) – projekt nigdy niezrealizowany
- I Symfonia D-dur „Tytan”
- II Symfonia c-moll „Zmartwychwstanie”
- III Symfonia d-moll
- IV Symfonia G-dur
- V Symfonia cis-moll
- VI Symfonia a-moll (Tragiczna)
- VII Symfonia e-moll (Pieśń nocy)
- VIII Symfonia Es-dur (Symfonia tysiąca)
- Pieśń o ziemi (niem. Das Lied von der Erde)
- IX Symfonia
- X Symfonia (niedokończona)

### Pieśni
- Pieśń skargi (niem. Das Klagende Lied)
- Pieśni wędrującego czeladnika (niem. Lieder eines fahrenden Gesellen)
- Pieśni ze zbioru Cudownego rogu chłopca (niem. Des knaben Wunderhorn)
- Pieśni do tekstów Friedricha Rückerta (niem. Rückert-Lieder)
- Pieśni na śmierć dzieci albo Treny dziecięce (niem. Kindertotenlieder)

### Kameralistyka
- Polka na fortepian
- Kwartet fortepianowy
- Sonata na skrzypce i fortepian
- Nokturn na wiolonczelę
- Kwintet fortepianowy

## Gustav Mahler w filmie
W 1974 powstał film biograficzny Mahler w reżyserii Kena Russella. W rolę kompozytora wcielił się Robert Powell.